# 蔡裴琳
蔡裴琳（1983年9月22日—），藝名裴琳，台灣女演員。畢業於臺北市私立華岡藝術學校戲劇科、崇右影藝科技大學時尚造型設計系。
1999年6月與張碩芬、王婷萱以滾石唱片少女團體“Kiss”出道。2001年由於唱片業不景氣，轉以演出偶像劇、本土劇為主。

## 音樂作品
| 發行日期 | 專輯名稱                                       | 曲 目 |
| -------- | ---------------------------------------------- | --- |
| 1999年   | 《Shut Up》EP（以Kiss成員身份）                | 1. Shut Up 2. 當機情人 |
| 2000年   | 首張專輯《看著辦》（以Kiss成員身份）           | 1. 看著辦 2. 民國幾年 3. 給我自由 4. Waiting For You 5. Li-Ki Li-Ki 6. 我只愛做我 7. Dreams Come True 8. 很優 9. Say Yes My Boy Kiss Me Good-Bye 10. 跳舞 |
| 2000年   | 《e時代美少女動員令VCD》（以Kiss成員身份）     | |
| 2002年   | 《同室密友》單曲 (以kiss成員身份 僅在中國發行) | |

### MV
- 2003年《你給我記住》
- 2007年《傻孩子》
- 2010年《櫻花夢》

## 電視劇
| 首播   | 電視台           | 劇名                          | 角色          |
| 2001年 | 台視             | 《吐司男之吻》                | 裴琳          |
| 2001年 | 台視             | 《天下第一狀》                | 金如意        |
| 2002年 | 華視             | 《吐司男之吻Ⅱ愛情本事》       |               |
| 2002年 | 華視             | 《少年卡布奇諾》              | 白羽柔        |
| 2003年 | 台視             | 《牽手向明天》                | 張怡娟        |
| 2004年 | 中視             | 《男丁格爾》                  | 梁晶晶        |
| 2004年 | 台視             | 《求婚事務所》                | 甘巴茶        |
| 2004年 | 中視             | 《極速傳說》                  | 蜻蜓          |
| 2004年 | 八大綜合台       | 《撞球小子》                  | 小奈          |
| 2004年 | 東風衛視         | 《安室愛美惠》                | 蜻蜓          |
| 2005年 | 中视             | 《惡魔在身邊》                | 晴紫          |
| 2006年 | 台視、三立都會台 | 《愛情魔髮師》                | BETTE         |
| 2006年 | CCTV-8           | 《北平小姐》                  | 桃金梅        |
| 2006年 | 公視             | 《米可，GO！》                | 黃少芹        |
| 2007年 | 台視、三立都會台 | 《放羊的星星》                | 金善美        |
| 2007年 | 台視             | 《星星知我心2007》            | 林如卉        |
| 2008年 | 台視             | 《懷玉傳奇 千金媽祖》         | 流星          |
| 2008年 | 民視             | 《娘家》                      | 许美娴(小嫻)  |
| 2009年 | 广东卫视         | 《無間有愛》                  | 齊宣          |
| 2011年 | 三立台灣台       | 《戲說台灣-濟公十八嫁》       | 黃寶玉        |
| 2012年 | 三立台灣台       | 《戲說台灣-通天神柱》         | 阿雪          |
| 2012年 | 三立台灣台       | 《戲說台灣-八芝蘭傳奇》       | 應彩          |
| 2012年 | 三立台灣台       | 《戲說台灣-張爺公出巡》       | 久美子        |
| 2012年 | 三立台灣台       | 《牽手》                      | 鄭艾莉        |
| 2013年 | 三立台灣台       | 《天下女人心》                | 廖妹          |
| 2013年 | 三立台灣台       | 《戲說台灣-月老斬桃花》       | 豔紅          |
| 2013年 | 三立台灣台       | 《戲說台灣-包公判陰陽》       | 月桃          |
| 2013年 | 三立台灣台       | 《世間情〉                    | 黄安琪        |
| 2014年 | 三立台灣台       | 《戲說台灣-林半仙弄豬稠穴》   | 黃白雪        |
| 2014年 | 三立台灣台       | 《戲說台灣-林半仙弄鉸刀穴》   | 黃白雪        |
| 2014年 | 三立台灣台       | 《戲說台灣-基隆七號房慘案》   | 千代子        |
| 2014年 | 三立台灣台       | 《戲說台灣-喢到豬八戒》       | 施月嫦        |
| 2014年 | 三立台灣台       | 《戲說台灣-大肚媽求子奇譚》   | 阿貞          |
| 2014年 | 三立台灣台       | 《戲說台灣-喜樹百年王爺》     | 朱麗華        |
| 2014年 | 三立台灣台       | 《戲說台灣-西嶼豬母精》       | 謝罔市        |
| 2014年 | 三立台灣台       | 《阿母》                      | 孫祖兒        |
| 2015年 | 三立台灣台       | 《戲說台灣-大新婦的咒讖》     | 地基主        |
| 2015年 | 三立台灣台       | 《戲說台灣-雙生口水王》       | 阿蓮          |
| 2015年 | 三立台灣台       | 《甘味人生》                  | 蔡薇薇/杜薇薇 |
| 2015年 | 三立台灣台       | 《戲說台灣-神農大帝報恩》     | 王粉圓        |
| 2017年 | 三立台灣台       | 《戲說台灣-十二瘟王除妖》     | 林金鈎        |
| 2017年 | 三立台灣台       | 《戲說台灣-十三門墓奇譚》     | 邱明玉        |
| 2017年 | 華視             | 《春風愛河邊》                | 黃秀秀        |
| 2018年 | 三立台灣台       | 《戲說台灣-媽祖渡情劫》       | 千里眼/林月花 |
| 2018年 | 三立台灣台       | 《戏说台湾-将军箭奇缘》       | 陈明月        |
| 2019年 | 三立台灣台       | 《戲說台灣-城隍媽祖渡斑鳩》   | 花珠          |
| 2019年 | 三立台灣台       | 《炮仔聲》                    | 甄環環        |
| 2021年 | 三立台灣台       | 《戏说台湾-花公花婆亂陰陽》   | 曾阿笑        |
| 2021年 | 三立台灣台       | 《戏说台湾-蛇郎君嫁妹》       | 郭玉屏        |
| 2021年 | 三立台灣台       | 《戲說台灣-遊王公寶劍奇緣》   | 陳雙美        |
| 2022年 | 三立台灣台       | 《一家團圓》                  | 鄰居(客串)    |
| 2022年 | 三立台灣台       | 《戲說台灣-鬼知縣救龍脈》     | 陳秀玉        |
| 2022年 | 三立台灣台       | 《戲說台灣-雞屎破奇案》       | 方淑真        |
| 2022年 | 三立台灣台       | 《戲說台灣-安平媽渡陰債》     | 張貴枝        |
| 2022年 | 三立台灣台       | 《戲說台灣-天聾地啞鬥女訟師》 | 張正芬        |
| 2022年 | 三立台灣台       | 《戲說台灣-電母疼新婦》       | 洪雪蓮        |
| 2022年 | 三立台灣台       | 《戲說台灣-醫神化鬼母冤》     | 張淑貞        |
| 2023年 | 三立台灣台       | 《戲說台灣-女鬼觀音見習生》   | 林玉嬌        |
| 2023年 | 三立台灣台       | 《戲說台灣-雙姓公媽鬧姻緣》   | 許媽(梨仔)    |
| 2023年 | 三立台灣台       | 《戲說台灣-無頭轎三尪女》     | 賴心蓮        |
| 2023年 | 三立台灣台       | 《戲說台灣-池王爺解生死劫》   | 白鳳          |
| 2024年 | 三立台灣台       | 《戲說台灣-觀音淚度人心》     | 謝明美        |

## 微電影
- 2013年倆個人如果在一起飾雪

## 廣告代言
- 1999年【義美紅豆牛奶冰棒】
- 1999年 代言【聯華Alpha Call】
- 1999年 擔任救國團暑期自強活動代言人
- 1999年 擔任台北體育季代言人
- 1999年 全家便利商店全館商品代言人
- 1999年 擔任魔力青春歌唱大賽代言人
- 2000年 【π點滴】
- 2002 年 【黑松沙士 Light】 記者會代言
- 2002年 擔任鑽石協會【愛情願望】活動代言人
- 2002年 中國女鞋品牌【達芙妮】代言人
- 2002年【迪士尼公主夢幻遊園地】活動代言人
- 2003年光泉健康茶【草本-24】

## 爭議事件
- 2005年1月16日凌晨，她在台北市松山區撞上計程車，還造成乘客受傷，酒測值0.49mg/L，先由當時的男友李紹祥（邵翔）為她頂罪，後來裴琳才坦承自己是駕駛人，檢方要求兩人捐助社會團體各2萬元，並獲得緩起訴處分。

- 2007年，裴琳因吸食大麻被捕，事業陷入低谷，而後戒毒成功，民視與三立先後給予機會拍攝多部本土八點檔。[1]

- 2011年9月9日晚間，在台北市東區一家酒吧飲酒後，駕駛友人的車輛離開，隔天上午8點左右，她在新北市新莊區中正路追撞前方公車，酒測發現她的酒精濃度高達1.16mg/L，當場被帶回派出所，之後移送板橋地檢署複訊，訊後以3萬元交保。檢方認為她不知悔悟，2011年10月依公共危險罪起訴她，建請法院從重量刑。而法院審理時，考量她認罪、態度良好，依公共危險罪判處拘役59天，得易科罰金。全案可上訴。 [2]

## 外部連結
- 蔡裴琳Peilin Tsai的Facebook專頁
- 蔡裴琳在互联网电影资料库（IMDb）上的資料（英文）
- 蔡裴琳在时光网上的簡介（简体中文）